# زدنیک اشراینر
زدنیک اشراینر (انگلیسی: Zdeněk Šreiner; ۲ ژوئن ۱۹۵۴ – ۲۸ نوامبر ۲۰۱۷) بازیکن فوتبال اهل چکسلواکی بود.
از باشگاه‌هایی که در آن بازی کرده است می‌توان به باشگاه فوتبال بانیک استراوا اشاره کرد.
وی همچنین در تیم ملی فوتبال چکسلواکی بازی کرده است.